# Werner Hochbaum
Werner Hochbaum, nato Werner Paul Adolf Hochbaum (Kiel, 7 marzo 1899 – Potsdam, 15 aprile 1946), è stato un regista, sceneggiatore e produttore cinematografico tedesco.

## Biografia
Dopo aver iniziato come critico cinematografico nel 1927, Werner Hochbaum, inizia a lavorare come regista con il documentario di breve durata Vorwärts nel 1928 per la Vera-Filmwerke AG. Dopo aver creato, insieme alla moglie Martha Schmüser, una sua casa di produzione, la Werner Hochbaum Filmproduktion GmbH (1930-1932) scrive e dirige il suo primo lungometraggio: il dramma proletario Brüder (Fratelli). Promosso dal Sindacato dei Trasporti Tedesco (Gewerkschaft Deutscher Verkehrsverbund) e con la partecipazione di operai portuali nei ruoli di comparse, il film ricostruisce uno storico sciopero avvenuto nel porto di Amburgo nell'inverno 1896/1897. Fortemente influenzato dalle tecniche di Montaggio, anche detto Montaggio delle attrazioni, e dallo stile espressionista arrivato dalla Russia, Brüder è anche un importante documento sulla condizione operaia nella Germania del Nord negli ultimi anni della Repubblica di Weimar. Nello stesso anno Hochbaum realizza, in concomitanza con le elezioni del 1929, due film per il partito SPD.
È del 1932 il suo secondo lungometraggio, il dramma sociale Razzia in St. Pauli, che verrà vietato nei cinema solo l'anno dopo. Nello stesso anno della presa del potere politico da parte del Nazionalsocialismo, gira nel 1933 il dramma, sia sociale che d'amore, Morgen beginnt das Leben. Impossibilitato per le sue tendenze politiche a lavorare sotto il regime nazista, si trasferisce in Austria dove gira Vorstadtvarieté nel 1935. È proprio in Austria che realizza, dal punto di vista tecnico, i suoi film più interessanti e innovativi. Il film La maschera eterna riceve alla Mostra internazionale d'arte cinematografica di Venezia un premio per il 'miglior studio psicologico'. Dalla metà del 1935, anche grazie ai successi ottenuti, può tornare a lavorare in Germania, pur continuando a lavorare anche in Austria.
Nel 1939, probabilmente ancora per le sue idee politiche, viene escluso dalla Reichsfilmkammer e reclutato soldato. Malato da lungo tempo ai polmoni, Hochbaum viene rilasciato già prima della fine della guerra. Il primo dopoguerra lo vede in prima fila per la ricostruzione di una industria cinematografica nazionale tedesca. Riesce a girare solo due contometraggi prima di soccombere, all'età di soli 47 anni, come conseguenza di lunghi anni di sofferenza, alla malattia polmonare.

## Filmografia

### Regista
- Vorwärts (1928)
- Zwei Welten (1929)
- Brüder (1929)
- Wille und Werk (1929)
- Besserer Herr gesucht zwecks..., co-regia Carl Behr (1932)
- Razzia in St. Pauli (1932)
- Ítél a Balaton (1933)
- Schleppzug M 17, co-regia Heinrich George (1933)
- Morgen beginnt das Leben (1933)
- Cavalerie légère (1935)
- Vorstadtvariete (1935)
- La maschera eterna (Die ewige Maske) (1935)
- Cavalleria leggera (Leichte Kavallerie) (1935)
- Corridoio segreto (Der Favorit der Kaiserin) (1936)
- La doppia vita di Elena Gall (Schatten der Vergangenheit) (1936)
- Hannerl und ihre Liebhaber (1936)
- Si parla di Clara (Man spricht über Jacqueline) (1937)
- Ein Mädchen geht an Land (1938)
- Drei Unteroffiziere (1939)

### Sceneggiatore
- Corridoio segreto (Der Favorit der Kaiserin), regia di Werner Hochbaum (1936)